# 레오 아우구스트 포흐하머
레오 아우구스트 포흐하머(독일어: Leo August Pochhammer, 1841년 8월 25일 ~ 1920년 3월 24일)는 독일의 수학자다. 포흐하머 기호를 도입하였다.

## 같이 보기
- 큐-포흐하머 기호